# Abu Gosh
Abu Gosh (àrab: أبو غوش, Abū Ḡūx; hebreu: אבו גוש‎) és una vila àrab a deu quilòmetres a l'oest de Jerusalem, a l'autopista de Tel-Aviv. És molt propera a la ciutat jueva moderna de Quiriat-Jearim i es troba a una altitud de 610-720 metres sobre el nivell del mar.
Abu Gosh rep el nom d'un xeic del segle xvii o xviii que es va establir a la zona amb els seus quatre fills amb l'encàrrec de protegir la ruta de pelegrinatge cap a Jerusalem; a canvi, obtingué permís per a cobrar peatge, que fou l'inici de la seva fortuna.
Els seus habitants són coneguts per les seves relacions amistoses amb els veïns jueus; de fet, durant la Guerra araboisraeliana de 1948, van decidir no participar-hi.
L'hummus d'Abu Gosh té molta fama entre els israelians, que hi van sovint el dissabte a dinar.

## Història
La regió era deshabitada abans de l'arribada dels beduïns, que van trobar-hi un doll natural d'aigua. Durant el segle i, els romans hi establiren un fort per a les unitats de la 10a Legió (Fretensis). Durant el període islàmic, s'hi va construir un caravanserrall.
El 1099, els croats van passar-hi de camí a Jerusalem, i la font els va fer creure que el lloc era la ciutat bíblica d'Emaús. Van construir-hi un castell i l'església de Santa Maria de la Resurrecció.

### Santa Maria de la Resurrecció
L'atractiu principal de la ciutat és el monestir de Santa Maria de la Resurrecció, construït pels croats el 1142. Abandonat el 1187, posteriorment serví com a estable i com a mesquita. Els francesos el van adquirir a finals del segle xix i el van deixar a l'orde benedictí. El 1956 passaren a custodiar-lo els pares paüls de la Congregació de la Missió.
L'església estava molt ben dissenyada, especialment quant a l'acústica per al cant gregorià; tanmateix, actualment està força deteriorada. Sobre la pedra de la paret, prop de la porta d'accés, hi ha una inscipció: Vexillatio Leg(ionis) Fret(ensis), un recordatori que més de mil anys abans era un fort romà. A la cripta del temple s'hi pot trobar encara la font d'aigua.

### Nostra Senyora de l'Arca de l'Aliança
El monestir de Nostra Senyora de l'Arca de l'Aliança fou construït el 1924 sobre una església romana d'Orient del segle v al lloc on, segons alguns, hi havia la casa d'Abinadab. En aquesta casa l'Arca de l'Aliança va estar-se vint anys fins que el rei David la dugué a Jerusalem (1r Samuel 7, 1). Actualment pertany a l'orde francesa de les germanes de Sant Francesc i celebra el seu dia festiu el 2 de juliol.

## Festival de música
Abu Gosh és conegut també pel festival de música litúrgica, que es combina amb música barroca i renaixentista. El primer festival va tenir lloc el 1957 a Sta. Maria de la Resurrecció i se celebrà anualment fins al 1972. Després de vint anys, el 1992 es tornà a posar en marxa de manera biennal i és avui un dels festivals de música més famosos d'Israel.
Actualment el festival té una durada de tres o quatre dies i acostuma a fer-se durant les festes de Sukkot (o festa dels Tabernacles) i de Pentecosta (Xavuot). Els escenaris són Sta. Maria, Nostra Sra. de l'Arca, la cripta o espais habilitats a l'aire lliure. Les actuacions acostumen a ser concerts de cambra i cants corals.